# Единожды солгав…
«Еди́ножды солга́в…» — советский художественный фильм режиссёра Владимира Бортко времён перестройки (1987).

## Сюжет
Фильм повествует о сложных душевных переживаниях советского художника-конформиста Александра Крюкова. Когда-то он был участником запрещённой «Бульдозерной» выставки, а после её разгрома окончательно «перековался», став официозным соцреалистом, рисующим по заказу властей парадные портреты передовиков производства. Наступившая эпоха Перестройки разбудила в нём прежние оппозиционные мысли. Вместе с тем застой в творчестве, вызванный нигилизмом, леностью духа и покровительством начальника, приводит Крюкова к «кризису среднего возраста». Горькое отрезвление реальностью приводит его в итоге к раскаянию и переоценке жизни.

## В ролях
- Юрий Беляев — Александр Григорьевич Крюков
- Елена Соловей — Ирина, супруга Александра
- Ирина Скобцева — Анна Ивановна, мать Александра
- Сергей Яковлев — Иван Семёнович, функционер Союза художников
- Ирина Розанова — Таня, студентка, любовница Александра
- Евгений Весник — отец Александра, театральный режиссёр
- Юрий Кузнецов — Стас (Станислав Лапшин), художник-нонконформист
- Наталья Сайко — Эмма Андреевна, научный сотрудник, эмансипе
- Николай Гринько — Станислав Сергеевич Шешуков, академик
- Аркадий Шалолашвили — Михаил Николаевич Городков, врач-психиатр, друг детства
- Андрей Толубеев — Николай, математик, друг детства
- Илья Иванов — Семён Запольский, архитектор, друг детства
- Алексей Булдаков — Сергей Павлович Пивоваров, бригадир металлургов
- Татьяна Журавлёва — Надежда Николаевна Куделькина

## Съёмочная группа
- Авторы сценария — Аркадий Инин, Владимир Бортко
- Режиссёр-постановщик — Владимир Бортко
- Оператор-постановщик — Анатолий Лапшов
- Художник-постановщик — Наталья Васильева
- Композитор — Владимир Дашкевич

## Создание
В картину включены материалы хроники и игровой кинореконструкции событий из истории советского неофициального искусства: так называемой «Бульдозерной выставки» (15 сентября 1974, Беляево) и выставки в ДК Невский, (1975, Ленинград). В фильме появляются многие известные работы художников нонконформистов.
В качестве места проживания главного героя (художника Александра Григорьевича) авторами выбран известный Первый жилой дом Ленсовета на Карповке — жильё представителей высшей советской элиты.

## Призы
Главный приз «Европа» на МКФ в Барселоне (Испания) 1988 год.